# Ludwig Wittgenstein
(Bertrand Russell, Autobiografia  1914-1944: in riferimento a Wittgenstein)
Ludwig Josef Johann Wittgenstein (AFI: [ˈluːtvɪç ˈjoːzɛf ˈjoːhan ˈvɪtɡn̩ʃtaɪn]; Vienna, 26 aprile 1889 – Cambridge, 29 aprile 1951) è stato un filosofo e logico austriaco, il cui ambito di studio era incentrato soprattutto sulla logica, sulla filosofia del linguaggio, della mente e della matematica, considerato - specialmente nel mondo accademico anglosassone - uno dei massimi pensatori del XX secolo.
(Ludwig Wittgenstein, Tractatus logico-philosophicus, 7)
Il suo unico libro pubblicato in vita fu il Tractatus logico-philosophicus, dedicato alla memoria del suo amico David Pinsent, e la cui prefazione venne curata dal filosofo e scrittore Bertrand Russell. La sua seconda opera, le Ricerche filosofiche, così come la raccolta dei suoi appunti, lezioni, diari e lettere che costituiscono tutto il resto della sua vastissima opera, denominata nel complesso il secondo Wittgenstein (per via della radicale riformulazione di gran parte del pensiero espresso nel suo Tractatus), venne pubblicata soltanto dopo la sua morte.

## Biografia
(Ludwig Wittgenstein, Tractatus logico-philosophicus, 6.54)

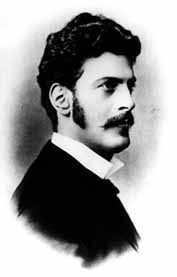
Karl Wittgenstein (1847 – 1913), padre di Ludwig

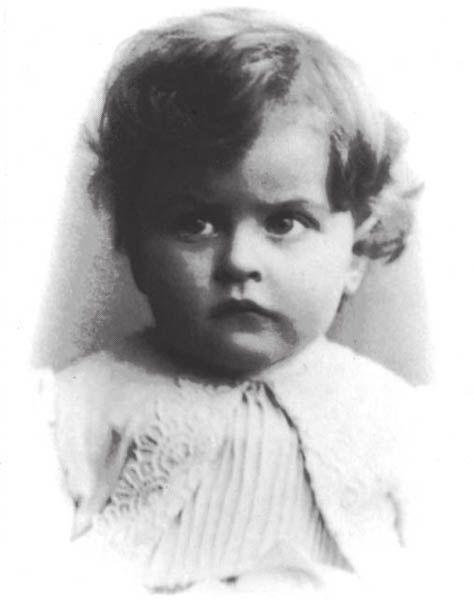
Ludwig Wittgenstein da bambino, 1890 circa

Wittgenstein nacque a Vienna il 26 aprile 1889 da Karl Wittgenstein, un magnate dell'industria siderurgica dell'appena nata borghesia austriaca, e Leopoldine Kalmus. I nonni paterni, Hermann Christian e Fanny Wittgenstein, immigrati dalla Sassonia, erano ebrei convertiti al protestantesimo; sebbene la madre di Ludwig fosse, di famiglia, per metà ebrea, i giovani Wittgenstein vennero cresciuti, blandamente, nella fede cattolica. Entrambi i genitori, inoltre, erano appassionati di musica: Norman Malcolm afferma che Johannes Brahms fosse un intimo amico della famiglia. Il padre era anche un estimatore di Robert Schumann e di Gustav Mahler. Ludwig era il minore di cinque fratelli e tre sorelle. Studiò fino ai 14 anni privatamente, poi frequentò per tre anni la Realschule a Linz, una scuola statale che oggi definiremmo a indirizzo tecnico-meccanico. Frequentò la stessa scuola di Adolf Hitler, coetaneo, ma due classi indietro; secondo Kimberley Cornish quest'episodio ricopre una complessa problematica politico-esistenziale insospettata, condizionando notevolmente l'antisemitismo di Hitler fin dalla prima infanzia.
Studiò ingegneria dal 1906 al 1908 a Berlino e dal 1908 al 1912 a Manchester, ma non si laureò (riuscì, tuttavia, a ottenere un brevetto di un motore per aereo). Benché fosse cresciuto a Vienna e avesse rivendicato per tutta la vita le proprie origini austriache, la fama di Wittgenstein è legata specificamente agli ambienti inglesi del Trinity College dell'Università di Cambridge, dove egli studiò (pare che si recò a Cambridge su consiglio di Gottlob Frege al quale s'era rivolto pensando di studiare a Jena) e collaborò subito attivamente con Bertrand Russell, dal 1911 al 1914, e dove ritornò nel 1929 per continuare le sue ricerche. Dopo essersi isolato sui fiordi norvegesi per più d'un anno, vivendo in un eremo improvvisato che si costruì da solo presso Skjolden, allo scoppio della prima guerra mondiale s'arruolò volontario nell'esercito austro-ungarico come soldato semplice in fanteria, quindi successivamente venne promosso ufficiale di artiglieria: combatté sul fronte russo e su quello italiano (altopiano di Asiago), dove si guadagnò diverse onorificenze e medaglie al valore militare.
Venne infine imprigionato presso Trento nel 1918 e internato per qualche tempo a Cassino in un campo di prigionia sito in prossimità della frazione Caira, per rientrare infine in Austria nel 1919 dove, influenzato dal cristianesimo di Lev Tolstoj e in particolare da I Vangeli dell'autore russo, dicendo che il denaro corrompe si liberò della cospicua eredità paterna (il padre era morto nel 1913); tra gli altri, beneficiarono della sua generosità i poeti Georg Trakl e Rainer Maria Rilke - e decise di vivere per sempre senza inutili orpelli, vestendo decorosamente, ma con estrema semplicità, tra pochi mobili essenziali e nessun oggetto che non fosse strettamente utile. I suoi primi scritti sono profondamente influenzati dai lavori sulla logica dello stesso Russell, di Alfred North Whitehead e del logico tedesco Gottlob Frege, ma anche dalle opere di Schopenhauer e di Moore, oltre che, anche se in apparenza solo superficialmente, da Nietzsche.

Appena pubblicato, il Tractatus Logico-Philosophicus (il titolo peraltro gli era stato suggerito da Moore con l'evidente intenzione di rievocare il Tractatus Theologico-Politicus di Spinoza), diventò punto di riferimento per il Circolo di Vienna al quale il filosofo austriaco non aveva mai aderito ufficialmente, pur frequentandolo, criticandone i fraintendimenti della sua opera. Il pensiero di Wittgenstein ha profondamente influenzato lo sviluppo della filosofia analitica (in particolare la filosofia del linguaggio, la filosofia della mente e la teoria dell'azione) e gli sviluppi recenti della cosiddetta filosofia continentale. La sua opera ha avuto una certa eco anche oltre la filosofia strettamente intesa, in campi quali la teoria dell'informazione e la cibernetica, ma anche l'antropologia, la psicologia e altri settori delle scienze umane. 

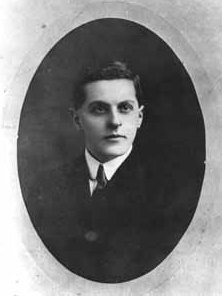
Ludwig Wittgenstein da giovane

Wittgenstein è stato un pensatore anomalo per vari motivi (per la personalità e la condotta di vita particolare a tratti originale, anticonformista e schiva, l'avversione alla filosofia tradizionale, il carattere spesso criptico ed enigmatico dei suoi scritti, il lungo silenzio), e la sua opera è oggetto di continue reinterpretazioni. Lo stesso titolo della sua opera, l'unica pubblicata dall'autore, può essere frainteso; significa che l'interesse è logico in una dimensione prioritaria. Infatti Wittgenstein rifiutò titoli consimili come logica filosofica (lettera a Ogden), intendendo affermare una priorità assoluta della logica e, insieme, l'idea che la logica è essenzialmente filosofica (si tenga conto che in quegli anni la logica aveva assunto valore matematico, soprattutto con Russell, Peano e Frege) e come tale non ha bisogno dello specifico aggettivo.
Nel testo tuttavia, data la sua complessità, Wittgenstein non si limita alla architettura logica (atomismo logico) come soluzione definitiva del rapporto tra il piano reale fenomenico e il piano linguistico, individuando appunto nella necessità di una struttura logica una matrice comune. Soprattutto nella parte conclusiva del Tractatus Wittgenstein rende manifesto l'imbarazzo in cui la filosofia si trova nel tentativo di dire qualcosa come "quale sia il senso del mondo" poiché sarebbe impossibile ricercare entro i limiti del mondo stesso, definiti dal linguaggio, un qualche senso. Nella proposizione 6.41 del Tractatus Wittgenstein scrive: «Il senso del mondo dev'essere fuori di esso. Nel mondo tutto è come è, e tutto avviene come avviene; non vi è in esso alcun valore - né, se vi fosse avrebbe un valore...».
L'estrema analiticità e precisione del filosofo sono le cause di molte incomprensioni di questa grande opera che, a differenza delle altre pubblicate dagli eredi, non è affatto equivoca. Il metodo di numerazione di ogni gruppo di proposizioni rende facile l'interpretazione rispetto alla maggior parte delle opere pubblicate postume, queste ultime spesso oscillanti nella metodologia di presentazione dei frammenti. Tale difficoltà ha contribuito a creare un'immagine oracolare e misteriosa del filosofo con tentativi di spiegazione esistenziali (ad esempio la sua omosessualità) o patologiche (da taluni studiosi della biografia del filosofo austriaco è stata avanzata l'ipotesi che questi potesse avere la sindrome di Asperger, una forma di autismo ad alta funzionalità).

### Il primo periodo (ilTractatus)

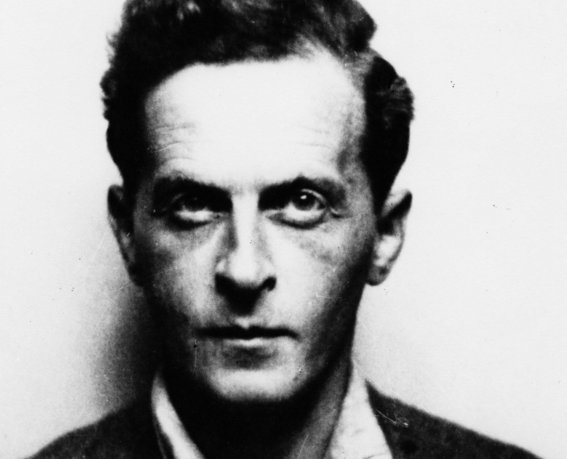
Ludwig Wittgenstein durante il suo lavoro di insegnante elementare, 1922 circa

Ebbe un'esperienza di cinque anni nella guerra, durante i quali portò a compimento la stesura del Tractatus, la cui pubblicazione però fu problematica. Non c'erano editori disponibili a pubblicare un lavoro filosofico sviluppato in quella forma, che (di là dai contenuti assolutamente inconsueti) risultava piuttosto striminzita agli occhi degli editori stessi, abituati a trattazioni più ampie. Tuttavia, nel 1921 riuscì a farlo pubblicare in una rivista filosofica con il titolo Logisch-philosophische Abhandlung. Ci volle l'introduzione scritta da Bertrand Russell perché il libriccino di Wittgenstein risultasse "idoneo" o quantomeno appetibile in vista di una pubblicazione in Inghilterra, nel 1922. Nella convinzione di avere risolto definitivamente "tutti i problemi", come diceva il finale della sua prefazione, Wittgenstein abbandonò coerentemente l'ambiente accademico e metaforicamente anche la filosofia con l'intenzione, come dirà in seguito a un suo studente, di "voler continuare a pensare" in un altro modo.
Lavorò come insegnante in diverse scuole elementari nei distretti di Schneeberg e Semmering, dove pubblicò il suo secondo e ultimo libro: il Dizionario per le scuole elementari, di solito molto trascurato dalla critica ma importante per stabilire la costanza degli interessi logici dell'autore. Nel 1914 aveva conosciuto e ammirava, con reciproca stima, Adolf Loos. Dopo la Grande Guerra, cambiò vari lavori: fece il giardiniere in un monastero, l'insegnante in una scuola elementare sperduta nelle Alpi austriache e, infine, con l'architetto Paul Engelmann, allievo del Loos, da vero ingegnere-architetto curò e inventò tutti i particolari interni ed esterni della nuova casa della sorella Margarethe a Vienna, il cui edificio, seppure rimaneggiato in qualche parte, con le parole di Richard Neutra "ha anticipato nella sua progettazione e nella sua realizzazione interna già nel 1930 le tendenze dell'architettura di oggi in molti aspetti", è stato dichiarato "monumento di interesse nazionale". Ritornò alla filosofia accademica solo nel 1929, dopo essersi convinto che molte delle questioni affrontate nel Tractatus erano tutt'altro che risolte e dopo aver sentito, nel 1928, una conferenza di Luitzen Brouwer, il matematico intuizionista; tuttavia il suo ritorno a Cambridge rappresenta in questo periodo anche un rifugio per un ebreo austriaco quale lui era. Furono gli amici a ricondurlo sulla strada della filosofia, in particolare il logico inglese Frank P. Ramsey e il filosofo matematico Luitzen Brouwer.

### Il ritorno a Cambridge (in viaggio verso leRicerche filosofiche)
Nel continuo vagabondare di Wittgenstein, l'università di Cambridge rappresenta un punto fisso. Nel 1929 prese definitivamente cittadinanza britannica. Nel corso della sua vita fu affetto da una grave forma di schizofrenia, talora associata a forme di solipsismo. Ludwig fu attraversato per tutta la vita da una intensa malinconia di fondo. Tre dei suoi nove fratelli (Hans, Rudolf e Paul) morirono suicidi per una depressione ereditaria ovvero per un rapporto troppo stringente con la figura paterna.
In Inghilterra Ludwig tornava ogni volta dopo aver compiuto viaggi in Norvegia, Russia (dove pensava di stabilirsi) e Irlanda. Per quanto l'atmosfera dell'università gli risultasse antipatica e tenesse lezioni non convenzionali, fu in Inghilterra che aveva avuto modo di conoscere - sin da prima della guerra - oltre a Russell, anche Ramsey, nonché Keynes, che poi sarà il direttore dell'università e il suo discepolo Piero Sraffa, un economista torinese antifascista e per questo ospitato a Cambridge, ricordato successivamente nella prefazione alle Ricerche filosofiche. Tenne in alta considerazione anche gli scritti di Pascal, le Confessioni di Agostino e le ricerche di Lichtenberg e Otto Weininger.
Per ottenere una borsa di studio, scrive una serie di appunti, pubblicati postumi col titolo di Osservazioni filosofiche. L'opera tuttavia non contiene l'intera mole di scritti che Wittgenstein elaborò in questo periodo. Un'altra parte di essi è raccolta in due opere intitolate Grammatica filosofica e The Big Typescript. Tutti questi appunti confluiscono poi nell'opera matura Ricerche filosofiche, pubblicata anch'essa postuma. Capita che stessi pensieri siano ripetuti in diverse opere. Ciò è dovuto anche al carattere particolare di composizione dei manoscritti, da alcuni definito ossessivo e basato sul fatto che Wittgenstein soleva ritagliare pezzetti di scrittura e poi incollarli.
In questi lavori Wittgenstein compie il passaggio, in sostanza un vero e proprio cambiamento, dal Tractatus. Mentre in esso riteneva che la descrizione della realtà dovesse essere fatta nell'unica maniera rigorosa possibile e cioè dalla logica, disciplina che lui stesso aveva contribuito a chiarire con l'invenzione perspicua delle tavole di verità, in queste opere matura la critica alle posizioni che giustificano la matematica con la logica (logicismo) ma anche alle considerazioni che determinavano l'esistenza di un unico specchio della realtà: il linguaggio logico definito ormai dai colleghi e amici come un aspetto della matematica.
Wittgenstein ha privilegiato sempre la logica, ritenendo che la matematica sia un metodo della logica. In sintesi, per Wittgenstein la matematica è un sottoinsieme della logica, mentre per Russell, Ramsey e Frege la logica è un sottoinsieme della matematica. Che il linguaggio sia di per sé logico, e che bisogna ascoltare con attenzione gli insegnamenti che vi sono nascosti, e che quindi non vi sia bisogno di un linguaggio astratto ideale come molti avevano inteso attraverso il Tractatus (compreso lo stesso Russell nella sua prefazione al Tractatus): sono queste le nuove convinzioni che si presentano nelle Osservazioni filosofiche, assieme ai tentativi di mescolare la struttura logica con le sue caratteristiche costanti (e: {\displaystyle \land }, implica: {\displaystyle \Rightarrow }, o: {\displaystyle \lor }, non: {\displaystyle \lnot }, per tutti: {\displaystyle \forall }, esiste: {\displaystyle \exists }) a quella del linguaggio comune; operazioni documentate in colloqui annotati da Friedrich Waismann.
Ad esempio, il particolare problema logico di rappresentare i colori nella notazione logica, scandisce il passaggio dall'ottica del Tractatus alla nuova impostazione delle Osservazioni filosofiche. Di fatto, ogni tentativo di rendere in proposizioni puntuali, elementari (altri dice atomiche) la gamma dei colori o più semplicemente un singolo colore (che però suppone tutta la gamma) è difficile, se non impossibile. In gioco infatti sta l'idea stessa della contraddizione. Dal momento che il colore è anche lunghezza d'onda e quindi numero, ma è anche rapporto di lunghezze d'onda, si tratta della stessa difficoltà che si incontra nello stabilire che adoperare tre grammi di sale e adoperare cinque grammi di sale non sono atteggiamenti contraddittori una volta indicata la prima proposizione = p e la seconda = q. Ma se diciamo q ^ − p le due proposizioni diventano effettivamente contraddittorie perché vorrebbero dire 5 e non 3.
La cosa in matematica è assurda perché si dovrebbe esibire il 5 senza il suo contenuto di 3 cioè 2. Per i colori invece che devono essere presentati in spettro (il più semplice è quello del rosso, verde, azzurro) dobbiamo per forza dire - per rappresentare il rosso - anche: e non il verde e non l'azzurro -. E nemmeno si possono congiungere in matematica p e q intesi come colori (per fare ad esempio il giallo) perché ciò significa un altro dato in matematica: la somma. La soluzione di questa difficoltà è stata risolta in informatica con array elastici che modificando il numero binario del rosso aumentano in modo corrispettivo il numero binario del verde e dell'azzurro. Questa problematica dei colori era già stata presentata in un articolo raccolto nel testo Osservazioni filosofiche ma continuerà come interesse autonomo in Osservazioni sui colori. Altro problema rappresentativo è quello della generalità. Tutto e Qualche non possono essere trattati al solito modo delle tavole di verità. Qualche (∃) assomiglia a una somma logica ma non lo è; Tutto (∀) assomiglia a un prodotto logico ma non lo è. La generalità tutti (∀) non può trovare un impiego in matematica: non esistono tutti i numeri appunto perché sono infiniti. Questi sono due dei tanti problemi che a un'analisi attenta mettono in evidenza quanto logica e matematica divergano. Sono giochi linguistici diversi imparentati tra di loro ma non identici. Si dovrà riconoscere che queste critiche sono fatte all'insegna della logica, una logica più raffinata, più profonda e meno soggetta a dogmi assiomatici presenti anche nel Tractatus (seguendo l'insegnamento di Luitzen Brouwer). Ma che la logica sia l'unica via di accesso alla realtà e che il mondo consista nella totalità dei fatti, non delle cose (e la proposizione sia un fatto), come recitava l'inizio del Tractatus, rimane un guadagno irreversibile. Questo aspetto emergerà poi definitivamente nei Libro Blu e Libro Marrone, due quaderni di appunti che Wittgenstein scrisse per i suoi studenti in occasione di due corsi universitari tenuti a Cambridge.
Nel Libro Blu Wittgenstein lotta contro il desiderio di generalità che ci induce a cercare definizioni univoche del significato d'una parola (sia essa la definizione ostensiva, o l'immagine univoca). Il desiderio di generalità è all'opera anche nel filosofo quando questi cerca, a mo' di scienziato, di definire le parole. Le parole sono "indefinibili" perché ogni volta assumono un aspetto diverso a seconda dell'accordo e non accordo con altre parole. Invece fidandoci dell'identità grafica delle parole il linguaggio costruisce analogie fuorvianti. Per esempio le espressioni "A ha un dente d'oro" e "A ha un mal di denti" sembrano analoghe ma sono invece differenti perché si può dire io sento il dente d'oro di A ma non si può dire che io sento il mal di denti di A. È questa la teoria dei giochi linguistici (Sprachspiel[e]), poi tema centrale di molte sue successive riflessioni. Wittgenstein ha assunto volutamente la parola "gioco" perché di esso non esiste una definizione univoca e soprattutto perché esso ha a che fare anche con l'universo primitivo e pratico del bambino. In ultima istanza perché si riferisce ad attività (come sono di fatto i giochi), allontanando l'idea che un gioco linguistico sia del tutto svincolato dall'attività reale.
Nel Libro Marrone continua l'analisi dei giochi linguistici anche se subentra una sottile critica al concetto di somiglianza particolare, peculiare. La cosa è interessante nella misura in cui nella stessa definizione di gioco linguistico si parla di "somiglianze di famiglia" (Familienähnlichkeit[en]). Wittgenstein qui pone in opera il significato della comunicazione umana per lo studio della quale Wittgenstein si improvvisa antropologo. Cruciale è per esempio il criterio per il quale noi empiricamente confrontiamo esperienze simili. L'idea di Wittgenstein è che il "confronto" non è mai una prova univoca ma una serie di somiglianze che si sovrappongono. Come la gomena è fatta da molte fibre, ma la forza della gomena non è data da una singola fibra che la percorre tutta. Viene in opera cioè il fatto che in generale gli aggettivi logici come "identico" o "uguale" siano piuttosto da sostituire con "simile" o "somigliante" e viceversa. Inevitabilmente, in questo libro si passa insensibilmente dai giochi linguistici a problemi di filosofia della psicologia e anche a problemi classicamente filosofici come idealismo e realismo. Ad esempio si critica (e forse si nega) qui l'ipotesi che il linguaggio possa venire dopo che si sia formato un pensiero. Sembra che Wittgenstein affermi che il pensiero nasca cioè con il linguaggio attraverso addestramenti empirici (tipo premi e punizioni).
Tanto può bastare per capire l'ampiezza filosofica di queste riflessioni che solo un archivista a corto di termini potrebbe definire come filosofia del linguaggio. Se anche si è avvicinato questo modo al tema degli esperimenti mentali dovrebbe essere chiaro che non si tratta né di esperimenti reali e nemmeno di esperimenti psicologici. Intanto durante la seconda guerra mondiale, Wittgenstein lavora al Guy's Hospital di Londra e poi in un laboratorio medico di Newcastle upon Tyne. Per un periodo pensa di abbandonare la filosofia e darsi agli studi di medicina. Nel 1948 si stabilisce per un periodo in una fattoria irlandese vicino a Galway, dove si racconta che si comportasse in modo strano, dando da mangiare agli uccelli migratori direttamente dalle proprie mani. L'estrema fatica lo convince però a tornare in città ed è in un albergo di Dublino che completa le sue Ricerche filosofiche. Per certi versi è questa l'ultima opera di Wittgenstein, anche se, come tutte le altre, frutto di annotazioni e pensieri sparsi, anche in contraddizione con i precedenti. In essa al progetto di una definizione del linguaggio ideale logico subentra definitivamente l'interesse per lo studio degli usi concreti e particolari della comunicazione umana.
Nelle Ricerche filosofiche, il linguaggio, come annunciato nei Libro Blu e Libro Marrone, non è più inteso come protocollo delle proposizioni elementari logicamente ordinate, ma come un insieme di espressioni che svolgono funzioni diverse, nell'ambito di pratiche e regole discorsive differenti, secondo la teoria dei giochi linguistici. Se permane una continuità tra le due opere principali del filosofo austriaco, il Tractatus e le Ricerche, essa risiede nel fondamentale interesse dell'autore per il linguaggio, e per la sua concezione della filosofia, intesa come attività di chiarificazione del linguaggio.
Rimane poi, nel Tractatus come nelle Ricerche, la pregiudiziale antimetafisica: la metafisica sorge, secondo Wittgenstein, "quando il linguaggio fa vacanza". Nelle Ricerche tuttavia si precisa meglio che il linguaggio gira a vuoto anche quando si ricerca l'essenza della proposizione e della grammatica, quando cioè si ricerca il linguaggio puro, perfetto, cristallino (sono tutte metafore di Wittgenstein) ideale, itinerario che era dello stesso Wittgenstein nel Tractatus. Questa ricerca era quella della logica; dunque sembra che le "Ricerche" distruggano l'impianto del Tractatus anche se diciamo che distruggono edifici di cartapesta, nel senso che Wittgenstein era sempre stato attirato da una logica che potesse descrivere sempre correttamente il mondo. Ma la logica delle tavole di verità non sempre lo può fare. Una cattiva interpretazione delle Ricerche semplifica il cambiamento rispetto al Tractatus con l'idea che allo studio della logica deve subentrare lo studio del linguaggio comune. E questo è vero soltanto nella misura in cui nel linguaggio è dato scoprire una logica nuova evidenziabile solo con giochi linguistici, il cui statuto è l'uso e il cui uso rimanda a un riferimento ultimo che è la forma di vita umana che il linguaggio descrive. Questo consente di fornire una lettura mediana tra l'idea che le Ricerche muovano alla scienza, e dunque alla scienza della logica, critiche assolute e l'idea che ci sia una sorta di continuità tra il Tractatus e le Ricerche.
È vero che Wittgenstein non ritiene la sua ricerca simile alla ricerca scientifica: non si tratta di scoprire alcunché, ma di assestare diversamente ciò che ci sta sempre davanti (di assestare il linguaggio, certo, ma con esso anche l'uso di esso). Ma è anche vero che la ricerca di nuove logiche, dall'intuizionistica alla lineare, non è vietata bensì permessa dall'atteggiamento di Wittgenstein, nel senso che esse non esauriscono mai la possibilità di nuovi giochi linguistici codificabili. C'è da dire tuttavia che un altro tema tipico del Tractatus rimane nello sfondo. La regola logica diventa nelle Ricerche istituzione sociale. Nel senso che seguire una regola non può essere fatto da un solo uomo una sola volta nella sua vita. Privatamente non si può seguire una regola o credere di seguire una regola, non è seguire una regola. Questo conduce all'altro grande tema delle Ricerche quello psicologico anticipato del resto nelle opere precedenti. Wittgenstein per tutto il seguito delle Ricerche affermerà che l'esistenza di un processo interno, psicologico, non è affermabile che attraverso la testimonianza esterna data tuttavia dal comportamento e soprattutto dal linguaggio. Tema lungamente seguito non solo nella prima parte delle Ricerche filosofiche ma anche nella seconda parte. Brani interi sono stati tolti dal testo e hanno dato vita alle Osservazioni sulla filosofia della psicologia e Ultimi scritti. La filosofia della psicologia nonché Zettel.
L'esemplificazione più chiara è in Ricerche par. 293. L'esempio è quello della scatola dove un gruppo di amici ha imprigionato un insetto. Ognuno ha un insetto e una scatola e ognuno ha battezzato l'insetto coleottero. Nessuno può vedere dentro la scatola dell'altro. Ma potrebbe ben darsi che ciascuno abbia nella sua scatola una cosa diversa. Si potrebbe addirittura immaginare che questa cosa mutasse continuamente. Ma bisogna supporre che l'uso della parola "coleottero" serve a queste persone e non designa qualcosa all'interno della mente. Infatti la scatola potrebbe anche essere vuota. Wittgenstein dunque non dice che dentro la mente non c'è nulla. Ma che l'uso del linguaggio per le asserzioni psicologiche è primario rispetto alla sensazione psicologica. C'è qui anche una critica alla dimensione del Tractatus del modello oggetto e designazione. L'oggetto viene escluso dalla considerazione come qualcosa di irrilevante. Questa posizione nelle Osservazioni sulla filosofia della psicologia, viene approfondita con l'analisi del senso comune e degli schemi senso-motori che concorrono al linguaggio, la cui importanza viene affiancata dagli schemi percettivi e interpretativi che la prassi lega nel concetto di vedere-come. In ogni caso viene ribadita qui l'importanza del linguaggio come cosa esterna alla dimensione individuale e sorretta dalla struttura istituzionale.
Per quanto riguarda l'etica, essa rimane una parentesi esclusiva del Tractatus, e poi, sempre nella medesima concezione, in una famosa Conferenza sull'etica che egli tenne nel 1929 agli Eretici di Cambridge. Anche se da essa mai Wittgenstein prese le distanze o tentò di eliminarla, ma ribadendo anzi a ogni occasione l'afflato etico-mistico, di straordinaria complessità, della sua filosofia, seppur necessariamente relegandolo nel campo dell'indicibile, come nel Tractatus. Occorre tuttavia sottolineare che, come è stato per l'estetica, esemplificata realmente in una casa che il filosofo-ingegnere costruì per la sorella e che si può ammirare ancora oggi a Vienna in via Kundmanngasse 19, così per l'etica, il vero monumento vivente è la stessa vita di Wittgenstein, che rifiutò la rilevante eredità paterna con la laconica frase: "Non ho alcun merito per quel danaro". Testimonianza etica data dalla sua decisione di lavorare sempre manualmente, evitando accuratamente il potere accademico, tentando di dare un senso sociale alla sua vita recandosi come operaio non specializzato nella Russia bolscevica. Di particolare importanza, tra le sue opere tarde, sono i libri Della Certezza, dove matura la possibile definizione dell'immagine del mondo una volta riferita esclusivamente alla logica e ora allusa allo sfondo comune che ci è stato tramandato e sul quale distinguiamo il vero e il falso.
Le Osservazioni sui fondamenti della matematica meriterebbero una trattazione a parte, non foss'altro perché lì è testimoniato l'interesse per la logica intuizionista di Luitzen Brouwer e per i commenti al teorema di Kurt Gödel. Purtroppo, più che in altre opere, il testo è troppo frammentato e quindi soggetto all'arbitrio editoriale degli esecutori testamentari von Wright, Rhees e Anscombe. Saputo di essere affetto da cancro, si recò ancora una volta in Norvegia, nella sua vecchia capanna, poi rientrò a Cambridge, dove morì mentre si trovava a casa di un amico.
Sul letto di morte, pare abbia detto: "Mi sarebbe piaciuto scrivere un libro di filosofia fatto solo di scherzi, ma non ho senso dell'umorismo". Invece, un istante prima di perdere conoscenza, si narra che abbia sussurrato ai presenti: "Dite a tutti che ho avuto una vita meravigliosa".

## Pensiero
1. Il mondo è la totalità dei fatti, non delle cose. La seconda proposizione del Tractatus Logico-Philosophicus invita a pensare il mondo non come costituzione anonima e insignificante di oggetti ma come fatti (in tedesco fatto = Tatsache) e oggetti interpretati. Ad esempio nella proposizione "il tavolo scricchiola" non si raccoglie affatto l'oggetto tavolo più l'oggetto scricchiolio, ma si raffigura un'immagine in cui è descritto un nesso di oggetti (in tedesco anche stato di cose che si dice Sachverhalt, può essere tradotto come fatto). Il nesso di oggetti appartiene costitutivamente all'immagine che rispecchia le cose, anzi che rende le cose degli stati di cose. Dunque dalla sua prima affermazione la filosofia di Wittgenstein si indirizza verso l'immagine del mondo, cioè il linguaggio. Ma il linguaggio per Wittgenstein non è solo quello che parliamo: è l'enorme capacità d'espressione che ha l'uomo: dalla pittura, alla matematica, alla logica matematica, alla musica.

1. Ora, un linguaggio, un'immagine sembrano avere una prevalenza su tutti gli altri linguaggi, su tutte le altre immagini. Questa immagine è l'immagine logica: essa rispecchia perfettamente la realtà. E la rispecchia perfettamente non solo perché il suo fatto (anche la proposizione è un fatto = Tatsache) rispecchia perfettamente il nesso di oggetti (Sachverhalt) ma perché anche esiste un isomorfismo tra i suoi costituenti e i costituenti della realtà. Si potrebbe pensare allora che se l'isomorfismo fosse perfetto, la logica rappresenterebbe perfettamente la realtà. Questa tendenza esiste in Wittgenstein (Tractatus 5.511) ma non si può dire che sia perseguita fino in fondo (perché è una tendenza, alla fine, idealistica, la coincidenza della logica con la realtà) anzi Wittgenstein afferma l'esistenza del mondo e insieme della logica (Tractatus 5.5521. È possibile mettere in forma logica questa affermazione). Ma perché i costituenti della realtà non possono esprimere allo stesso modo della logica (si parla oggi del linguaggio delle immagini), e dunque perché abbiamo bisogno della logica, il "grande specchio"? Perché la logica pone nella sua immagine delle relazioni interne che nella realtà non esistono. Non esistono nella realtà destra e sinistra (è la logica che ci dice che se non devo prendere nel bivio la strada a sinistra devo necessariamente andare a destra), né esiste un colore più scuro di un altro (esistono due colori). Inoltre la logica si avvicina alla realtà (o meglio è più precisa rispetto al linguaggio comune) in un modo più preciso. Ad esempio la logica mostra nei suoi simboli ciò che comunemente si dice. In una lettera a Russell, Wittgenstein fa capire la differenza tra un semplice dire che vi sono due cose, e il fatto che la notazione logica mostra: φ(a, b). In qualche maniera la logica rispecchia la realtà non la evoca (si pensi quanto sia complicato definire l'essere) come fa il linguaggio.[24] La logica cioè mostra (ed è una specie di esibizione di un fatto) quello che il linguaggio dice. In genere ciò che si mostra è la realtà, ciò che si dice è il linguaggio. Schema delle tavole di verità

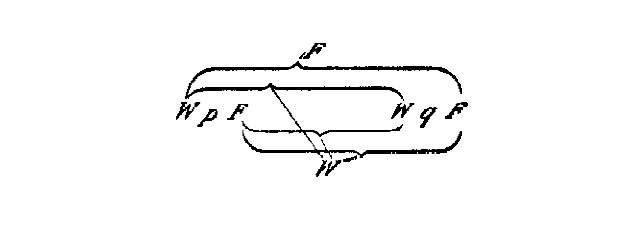
Schema delle tavole di verità

2. Lo schema qui a fianco rappresenta a un dipresso il modo come Wittgenstein ricavava le sue tavole di verità. Le lettere "W" e "F" stanno a indicare vero e falso. Ogni proposizione è vero-falsa nel senso che se è sensata può diventare vera o falsa. Una proposizione insensata ad esempio "Abracadabra Socrate" non potrà mai diventare vera, certo, ma nemmeno mai falsa. La proposizione sensata "il tavolo scricchiola", che è un'immagine della realtà, potrà diventare vera o falsa con il confronto reale. Ma dal punto di vista logico noi sappiamo che nel caso dell'implicazione, se l'antecedente è vero e il conseguente è falso, l'implicazione è falsa. È vera invece in tutti gli altri TRE casi (antecedente vero, conseguente vero; antecedente falso, conseguente vero; antecedente falso, conseguente falso). Orbene, lo schema rappresenta visivamente (è anch'esso un fatto, un'immagine) lo schema dell'implicazione materiale. In simboli logici-matematici p ⊃ q. Questa è una proposizione complessa, ma che dipende sempre e solo dalle proposizioni elementari p e q. "Se studi, sarai promosso" è una proposizione complessa (è infatti una implicazione materiale) ma dipende dalle proposizioni elementari "Studi" (p) e "sarai promosso" (q). Altri chiamano "proposizioni atomiche" le proposizioni elementari (soprattutto Russell).
3. Tutto il Tractatus è una segreta polemica non solo con Russell, ma anche con Frege. Un esempio è quello appunto appena detto che la proposizione è vera-falsa. Wittgenstein preferiva dire che la proposizione ha una polarità, vero-falso, V-F, (o anche semplicemente a-b in cui "a" è uguale a vero "b" a falso). Ora anche Frege riteneva che la proposizione poteva essere vera o falsa ma non contemporaneamente, cosa che a prima vista sembra di una logica ineccepibile. Frege aveva utilizzato un simbolo |– che indicava la verità di una proposizione. Invece coerentemente Wittgenstein riteneva che, dall'interno del linguaggio, non si poteva asserire mai la verità di una proposizione. Soltanto la verifica, che non è un atto linguistico ma un atto reale (un'occhiata, per es.), può stabilire la verità di una proposizione. Ma, dall'interno del linguaggio, possiamo invece affermare ad esempio la sensatezza della proposizione, ad esempio che: "il tavolo scricchiola". Soltanto se lo sentiamo scricchiolare sarà vero, se non scricchiola la proposizione è falsa. Questa consapevolezza era già presente nelle Note dettate a G. Moore, pag. 228, quando Wittgenstein dice "Che una proposizione abbia alla Realtà un'altra relazione (in senso lato) che quella di Bedeutung, è mostrato dalla possibilità di comprenderla quando non conosci la Bedeutung, cioè quando non sai se essa è vera o falsa. Esprimiamo questo dicendo "Essa ha senso" (Sinn). Come è noto i due termini erano usati da Frege (entrambi significano significato o senso in tedesco) per indicare una proposizione sensata: Sinn; invece Bedeutung per una proposizione vera. Ad esempio: la stella del mattino e la stella della sera sono due Sinn ma la verità è che sono entrambe Venere (Bedeutung). Wittgenstein molto coerentemente diceva che anche Venere è un Sinn. Infatti siamo sempre all'interno del linguaggio. Non possiamo verificare una proposizione che uscendo dal linguaggio. Dunque anche il segno di Frege |– "è affatto privo di significato".[25]

Alla luce di questi semplici rilievi appaiono molto strane le polemiche sul cosiddetto principio di verificazione che il Circolo di Vienna, con interpretazioni talora contraddittorie, attribuiva al Tractatus. Un segno di ricerca epistemologica, semmai, è da riferire alla perfetta immagine del mondo data dalla logica, che è tanto più veritiera quanto più il "grande specchio" - la logica - è rispondentemente fine e accurato. La questione, molto poco wittgensteiniana, di capire quanta scienza e quanta filosofia c'è nel Tractatus (che rispecchia le diatribe della filosofia analitica inglese e americana, nonché quella continentale) si può superare dicendo che, certamente Wittgenstein non è uno scientista come quasi tutti i membri del Circolo di Vienna, ma nemmeno può essere avvicinato ad alcuni filosofi contemporanei ostili alla tecnica. Non saprei definire che come ricerche epistemologiche le sue critiche alla logica. Senza dimenticare il suo rispetto per la tecnica (era un ingegnere che ha brevettato pure un progetto per motore per aeroplano e ha costruito una bella casa per la sorella).
Ma questa ricerca della perfezione isomorfica dello specchio con gli elementi della realtà non è completamente esaurita nemmeno nel Tractatus. Innanzitutto perché la logica sembrerebbe diventare essa stessa elemento di realtà nella misura in cui essa perviene a proposizioni vere. Si tratta della tautologia che è una proposizione logica sempre vera, ma, per Wittgenstein non è affatto un elemento della realtà; infatti rispecchia solo sé stessa. Tautologica è la proposizione: "o piove o non piove" (p v − p), che non mi dà nessuna indicazione sulla realtà (non so se devo o meno prendere l'ombrello). Infatti Wittgenstein la chiama sinnlos (insensata) come del resto la contraddizione. Anche se subito dopo ci ripensa e dice che non è però priva di senso (unsinnig) [4.4611] perché appartiene alla notazione logica. Un semplice rilievo notazionale: come abbiamo già detto una proposizione sensata ha due poli, il vero e il falso. La proposizione p se è sensata può essere scritta così V-p-F (da questa scrittura nasce lo schema sopra descritto (q è un'altra proposizione).
La tautologia sostituendo q con p nello schema sopra descritto dà quattro veri VVVV. A dire il vero questa stessa notazione è sbagliata, dal momento che V-p-F e V-p-F sono in realtà non due ma una sola proposizione; quest'errore è dello stesso Wittgenstein nell'ultima parte della 6.1203: è un refuso dovuto allo schema, in quanto non si può scindere in due una stessa proposizione. Meglio usare le tavole di verità con due righe: pVF v −pFV. Le regole della disgiunzione (v)(vero con falso da vero, falso con vero da vero) da appunto VV. Quando abbiamo una sola proposizione bisogna operare con due righe, invece quando abbiamo due proposizioni abbiamo quattro righe, quanti sono i segmenti che collegano (vedi lo schema) i poli. Così se abbiamo tre proposizioni dobbiamo scrivere otto righe. La formula è 2 elevato alla n, in cui n sono il numero delle proposizioni.
Ma il risultato non cambia: VV. La tautologia non ha polarità. Infatti non solo la implicazione ha polarità indicata per convenzione con VFVV (per ottenere questo risultato basta collegare prima i due veri, mentre nello schema Wittgenstein ha collegato prima partendo dall'alto l'unico caso falso quello in cui antecedente è vero e il conseguente falso). Ma anche la congiunzione VFFF e la disgiunzione VVVF hanno polarità. Concludendo invece la tautologia non ha polarità. Ecco perché è unsinnig. Anche nel Tractatus Wittgenstein cerca di perfezionare lo "specchio" della logica. È il caso della negazione congiunta con la quale Wittgenstein pensava di poter riprodurre ricorsivamente (qui sbagliava) tutte le funzioni di verità. La nuova notazione è stata adottata da Russell nella seconda edizione dei Principia Mathematica. Qualche anno più tardi Wittgenstein si accorge che la descrizione fisica dei colori non può essere rispecchiata dalla logica (vedi supra). Questo scacco diventerà un elemento di ricerca non solo nel libro Osservazioni sui colori ma per tutta la ricerca successiva e anche nelle Ricerche filosofiche.
Tentativi di riformulazione della logica si trovano negli appunti raccolti da Friedrich Waismann Ludwig Wittgenstein e il Circolo di Vienna, p. 79. Si cerca di esibire un ragionamento vero senza farlo passare dalla tautologia e incorporando la parola lunghezza. Infine nelle opere successive prima del Quaderno blu e Marrone la critica alla notazione sua e Russell esplode fino a contestare la notazione per la generalità, di cui provvede a formulare una nuova interpretazione (anche qui vedi supra). Con le Ricerche filosofiche e le opere che rimandano a esse, Osservazioni sopra i fondamenti della Matematica, Osservazioni sulla filosofia della psicologia, Zettel, così come sono descritte sopra, matura una nuova consapevolezza "sociale". Il linguaggio non appartiene a nessuno e a tutti. Rispetto alla formulazione del Tractatus le scoperte del come si segue una regola: socialmente, gettano luce anche sul cosiddetto solipsismo del Tractatus (Ich bin meine Welt, 5.63). Il solipsismo appartiene al silenzio, muto, dell'io empirico.
Nel Tractatus invece l'io era il limite del mondo che come tale non poteva parlare del corpo, di quali membra sottostanno alla volontà, non era dunque il soggetto della psicologia, ma era, per ciò stesso, realismo, se realismo significa far emergere la realtà delle cose. La logica isolava cioè il soggetto metafisico, che del mondo era limite e il limite non era per Wittgenstein una parte di ciò che delimita. Nelle Ricerche è ancora così (nel senso che è ancora limite del mondo) ma non per una esigenza metafisica ma pratica: il linguaggio è sempre comune, non esiste un linguaggio privato. Qualunque cosa possa significare il Mistico (dal greco Μύὠ, tacere) esso designa cose molto importanti, la verifica stessa di una proposizione è muta. Ma il Mistico ha un alto valore filosofico per Wittgenstein: è la vita personale, l'etica, l'estetica, il fatto dell'esistenza del mondo.

### Fede e certezza
Così la Lumen fidei esprime il legame tra fede e certezza secondo Wittgenstein:
(Lumen fidei, §27.)

## Rapporti con la filosofia orientale
Secondo alcuni studiosi, ci sarebbero delle affinità fra il metodo di indagine speculativa di Ludwig Wittgenstein e la filosofia orientale, in particolare con il buddismo zen. In tal senso, la teoria dei giochi linguistici elaborata da Ludwig Wittgenstein sembrerebbe essere la più vicina al metodo proposto dalla filosofia buddista, soprattutto come metodo linguistico per superare gli stessi limiti ingannevoli del pensiero. Wittgenstein avrebbe raggiunto l'apice della logica vero-funzionale con la pubblicazione del Tractatus logico-philosophicus, ma ne rimase talmente insoddisfatto da cambiare radicalmente metodo. Ed è appunto questo nuovo metodo di Wittgenstein, basato sul gioco linguistico (Sprachspiel), e presentato soprattutto nelle Ricerce filosofiche, ad avvicinarsi alla pratica del kōan, e alla prospettiva della filosofia buddista. Wittgenstein si accorse che i problemi della filosofia sono falsi problemi, dunque la sua indagine si spostò sull'analisi di questi pseudo-problemi, e lo scopo della filosofia divenne esclusivamente mostrare ed eliminare gli pseudo-problemi. Wittgenstein non fu il primo logico a individuare nell'ambiguità e fallacia del linguaggio l'origine dei problemi speculativi e dunque degli errori dell'intera filosofia. In India, con una abilità altrettanto pari, Nāgārjuna riuscì a mostrare la vacuità di ogni concetto e di ogni parola. Le somiglianze fra l'insegnamento di Nāgārjuna e Wittgenstein si spingono oltre. Secondo Nāgārjuna, così come insegna il buddismo, ogni cosa è in relazione con le altre, e nessuna ha senso senza le altre. Wittgeinstein parla del principio di contestualità, e afferma un concetto molto simile. Il significato di una parola o di un concetto dipende dal suo contesto. Nāgārjuna sosteneva la prammaticità del linguaggio e Wittgeinstein ribadisce la strumentalità della parola affermando che il significato di una parola è il suo uso. 
Secondo Wittgenstein lo scopo della filosofia non è erigere un edificio di concetti, il sistema filosofico, ma praticare un continuo e radicale controllo sul linguaggio. La filosofia deve fornire una "grammatica perspicua" del linguaggio, ed essa non è una dottrina ma una attività. La forma più nobile del buddismo, scevra di superstizioni e credenze metafisiche, ha il medesimo atteggiamento, e in particolare lo zen, necessita di una pratica costante.

## Opere

### Libri e articoli
- Note sulla logica (1913) in Tractatus Logico-Philosophicus, trad. it. a cura di A.G. Conte, Einaudi, Torino, 1989, pp. 199-220.
- Logisch-Philosophische Abhandlung, in "Annalen der Naturphilosophie", n. 14, 1921.
  - Tractatus Logico-Philosophicus, tr. inglese di F.P. Ramsey e C.K. Ogden. Routledge & Kegan Paul, London, 1922.
    - Tractatus Logico-Philosophicus, trad. it. a cura di A.G. Conte. Einaudi, Torino, 1989.
- Philosophische Untersuchungen, a cura di G.E.M. Anscombe e R. Rhees. Blackwell, Oxford, 1953.
  - Philosophical Investigations, trad. inglese a cura di G.E.M. Anscombe e R. Rhees. Blackwell, Oxford, 1953.
    - Ricerche filosofiche, trad. it. a cura di R. Piovesan e M. Trinchero, Einaudi, Torino, 1967; Nuova ed., Einaudi, 1999.
- Bemerkungen über die Grundlagen der Mathematik. Suhrkamp, Frankfurt, 1984.
  - Remarks on the Foundations of Mathematics, trad. inglese a cura di G.E.M. Anscombe, R. Rhees e G.H. von Wright. Blackwell, Oxford, 1978.
    - Osservazioni sopra i fondamenti della matematica, trad. it. a cura di M. Trinchero, Einaudi, Torino, 1971.
- The Blue and Brown Books, edito da R. Rhees. Blackwell, Oxford, 1958.
  - Libro blu e Libro marrone, trad. it. di A.G. Conte. Einaudi, Torino, 1983.
- Philosophische Bemerkungen, Suhrkamp, Francoforte sul Meno, 1984.
  - Philosophical Remarks, a cura di R. Rhees, trad. inglese di R. Hargreaves e R. White. Blackwell, Oxford, 1975.
    - Osservazioni filosofiche, trad. it. di M. Rosso. Einaudi, Torino, 1976.
- Über Gewißheit, Suhrkamp, Frankfurt, 1984.
  - On Certainty, a cura di G.E.M. Anscombe e G.H. von Wright, trad. inglese di D. Paul e G. E. M. Anscombe. Blackwell, Oxford, 1969.
    - Della certezza. L'analisi filosofica del senso comune, con un saggio introduttivo di Aldo Gargani, trad. it. di M. Trinchero, Einaudi, Torino, 1978-1999.
- Vermischte Bemerkungen, Suhrkamp, Frankfurt, 1984.
  - Culture and Value, a cura di G. H. von Wright con la collaborazione di H. Nyman, trad. inglese di P. Winch.
    - Pensieri diversi, A cura di G. H. von Wright con la coll. di H. Nyman, trad. it. di Michele Ranchetti, Adelphi, Milano, 1980.
- Remarks on Frazer's "The Golden Bough", a cura di R. Rhees, Synthese 17, pp. 233–253, 1967. 
  - Note sul "Ramo d'oro" di Frazer, trad. it. di Sabina de Waal. Adelphi, Milano, 1975.
- Wörterbuch für Volksschulen. Holder-Pichler-Tempsky, Vienna, 1926.
  - Dizionario per le scuole elementari, ed. it. a cura di Dario Antiseri, Armando, Roma, 1978.
- Bemerkungen über die Farben, Suhrkamp, Frankfurt, 1984.
  - Remarks on Colour, a cura di G. E. M. Anscombe, trad. inglese di L. L. McAlister e Margarete Schattle. Blackwell, Oxford, 1980.
    - Osservazioni sui colori. Una grammatica del vedere, introduzione di Aldo Gargani, trad. it. di M. Trinchero. Einaudi, Torino, 1981.
- Zettel, a cura di G. E. M. Anscombe e G. H. von Wright, trad. inglese di G. E. M. Anscombe. Blackwell, Oxford, 1967.
  - Zettel. Lo spazio segregato della psicologia, trad. e cura di Mario Trinchero, Einaudi, Torino, 1986.
- The Big Typescript, trad. it. di A. De Palma, Einaudi, Torino, 2002.
- Philosophische Grammatik. Suhrkamp, Frankfurt, 1984.
  - Philosophical Grammar, a cura di R. Rhees, trad. inglese di A. J. P. Kenny. Blackwell, Oxford, 1974.
    - Grammatica filosofica, trad. it. di Mario Trinchero. La Nuova Italia, Firenze, 1990.
- Bemerkungen über die Philosophie der Psychologie, Suhrkamp, Frankfurt, 1984.
  - Remarks on the Philosophy of Psychology, volume 1 and 2 a cura di G. E. M. Anscombe, G. H. von Wright e H. Nyman, trad. inglese di G. E. M. Anscombe, C. G. Luckhardt e M. A. E. Aue. Blackwell, Oxford, 1980.
    - Osservazioni sulla filosofia della psicologia, trad. it. a cura di Roberta De Monticelli, Adelphi, Milano, 1990.
- Filosofia, testo tedesco a fronte, a cura di Diego Marconi, trad. e cura di Marilena Andronico, Donzelli, Roma, 1996.
- Letzte Schriften zur Philosophie der Psychologie. Suhrkamp, Frankfurt, 1984.
  - Last Writings on the Philosophy of Psychology, volume 1 and 2, a cura di G. H. von Wright e H. Nyman, trad. inglese di C. G. Luckhardt e M. A. E. Aue. Blackwell, Oxford, 1982-1992.
    - Ultimi scritti. La filosofia della psicologia, trad. it. di Aldo Gargani, Laterza, Roma-Bari, 1998.
- Diari segreti, introduzione di Aldo G. Gargani, Bari, Laterza, 1987.
- Movimenti del pensiero. Diari 1930-1932 / 1936-1937, a cura di Ilse Somavilla, Introduzione di Michele Ranchetti, Collana Saggi, Macerata, Quodlibet, 1999-2019, ISBN 978-88-229-0281-8.

### Lezioni e conversazioni
- Wittgenstein und der Wiener Kreis, Suhrkamp, Frankfurt, 1984.
  - Wittgenstein and the Vienna Circle, a cura di B.F. McGuinness, Blackwell, Oxford, 1979.
    - Ludwig Wittgenstein e il Circolo di Vienna, colloqui annotati da Friedrich Waismann, La Nuova Italia, Firenze 1975; Mimesis, Milano, 2011.
- Wittgenstein's Lectures, Cambridge 1930-1932, From the notes of J. King and D. Lee, ed. Desmond Lee, Blackwell, Oxford, 1980.
  - Lezioni 1930-1932. Dagli appunti di John King e Desmond Lee, trad. di Aldo Gargani, Adelphi, Milano, 1995.
- Wittgenstein's Lectures. Cambridge, 1932-1935, From the notes of Alice Ambrose and Margaret MacDonald, ed. A. Ambrose Blackwell, Oxford, 1979, 2001.
  -  Lezioni 1932-1935, ed. italiana a cura di Pasquale Frascolla, a cura di Alice Ambrose, Collana Biblioteca Filosofica n.42, Milano, Adelphi, 2025, ISBN 978-88-459-3945-7.
- Lectures and Conversations on Aesthetics, Psychology and Religious Belief, a cura di C. Barrett. University of California Press, Berkeley & Los Angeles, 1967.
  - Lezioni e conversazioni sull'etica, l'estetica, la psicologia e la credenza religiosa, trad. di Michele Ranchetti, Adelphi, Milano, 1967.
- Wittgenstein's Lectures on the Foundations of Mathematics, Cambridge 1939, From the notes of R.G. Bosanquet, N. Malcolm, R. Rhees and Y. Smythies, ed. C. Diamond. Harvester Press, Hassocks, 1976.
  - Lezioni di Wittgenstein sui fondamenti della matematica, trad. di Eva Picardi, Bollati Boringhieri, Torino, 1982.
- Recollections of Wittgenstein, a cura di R. Rhees, Oxford University Press, Oxford, 1984.
  - Conversazioni e ricordi, trad. it di E. Coccia e V. Mingiardi, Neri Pozza, Vicenza, 2005.
- Causa ed effetto seguito da Lezioni sulla libertà del volere, a cura di Alberto Voltolini, Einaudi, Torino, 2006.
- Lecture on Ethics, a cura di Edoardo Zamuner, David K. Levy e Valentina di Lascio, Quodlibet, Macerata, 2007.
- Esperienza privata e dati di senso, a cura di Luigi Perissinotto, Einaudi, Torino, 2007.

### Corrispondenza
- Wittgenstein in Cambridge. Letters and Documents 1911-1951, a cura di B. McGuinness. Blackwell, Oxford, 2008.
  - Lettere 1911-1951, a cura di B. McGuinness. Adelphi, Milano, 2012.
- Lettere di Ludwig Wittgenstein con Ricordi di Paul Engelmann, La Nuova Italia, Firenze, 1970.
- Lettere a Ludwig von Ficker, trad. it. di Dario Antiseri, Armando, Roma, 1974.
- Letters to C.K. Ogden, a cura di G.H. von Wright, Blackwell, Oxford, 1973.
  - Lettere a C. K. Ogden. Sulla traduzione del «Tractatus logico-philosophicus», Mimesis, Milano, 2009.

## Studenti e colleghi continuatori del metodo di Wittgenstein
- Moritz Schlick
- Rudolf Carnap
- Frank P. Ramsey
- Gilbert Ryle
- Friedrich Waismann
- Norman Malcolm
- G. E. M. Anscombe
- Rush Rhees
- Peter Geach
- Georg Henrik von Wright
- Paul Feyerabend

## Filosofi contemporanei ispirati da Wittgenstein
- Bertrand Russell
- George Edward Moore
- Saul Kripke
- Hilary Putnam
- Paul Feyerabend
- Karl Popper
- Peter Frederick Strawson
- John Langshaw Austin
- James Conant
- Peter Hacker
- Stanley Cavell
- Kurt Gödel
- Amedeo Giovanni Conte
- Günter Abel
- Michael Bordt
- Richard Rorty

### Biografie
- Georg Henrik von Wright, Wittgenstein, Il Mulino, Bologna, 1983.
- Brian McGuinness, Young Ludwig: Wittgenstein's Life, 1889-1921, Duckworth, London 1988 - trad. it., Wittgenstein. Il giovane Ludwig 1889-1921, Il Saggiatore, Milano, 1990.
- Ray Monk, Ludwig Wittgenstein: the Duty of Genius, Jonathan Cape, London, 1990 - trad. it. Wittgenstein. Il dovere del genio, Bompiani, Milano, 1991.
- John Heaton, Judy Groves, Wittgenstein [graphic novel], tr. it. Bruno Amato, Feltrinelli, Milano 1995.
- Michael Nedo (a cura di),  Wittgenstein. Una biografia per immagini, Carocci, Roma 2013.